# David Woodard
David James Woodard (/ˈwʊdɑːrd/ (fil)), född 6 april 1964 i Santa Barbara i Kalifornien, USA, är en amerikansk dirigent och författare. Under 1990-talet myntade han termen prequiem, ett teleskopord av preemptive (ung. förebyggande) och requiem, för att beskriva sin buddhistiska praxis att komponera dedicerad musik som ska framföras under eller strax före personens död.
Woodard har varit dirigent och musikdirektör vid minnesceremonier i Los Angeles, bland annat vid en ceremoni som hölls 2001 efter en olycka med bergbanan Angels Flight för att hedra bland andra den i olyckan omkomne Leon Praport och hans skadade fru Lola.
Oklahomabombaren Timothy McVeigh bad Woodard att hålla en prequiem-mässa inför sin avrättning i Terre Haute, Indiana.[källa behövs] Woodard såg ner på McVeighs "fruktansvärda gärning", men ville ändå trösta honom och gav sitt samtycke genom att uruppföra coda-avsnittet av sin komposition "Ave Atque Vale" med en lokal kyrkokör i St. Margaret Mary Church nära anstalten USP Terre Haute,[källa behövs] inför en publik som bland annat inkluderade de vittnen som dagen efter skulle bevittna NcVeighs avrättning.
Woodards replikor av Dreamachine, en psykoaktiv lampa, har ställts ut på konstmuseer över hela världen. Hans bidrag till litterära tidskrifter som Der Freund inkluderar skrifter om karma, växtmedvetande och den tysk-ariska bosättningen Nueva Germania.

## Utbildning
Woodard fick sin utbildning privat och vid The New School for Social Research och University of California, Santa Barbara.

## Nueva Germania
2003 valdes Woodard till fullmäktigeledamot i Juniper Hills (Los Angeles County), Kalifornien.[källa behövs] I egenskap som denna föreslog han ett vänortsförhållande med Nueva Germania i Paraguay, en före detta tysk arisk koloni. För att genomföra sin plan reste Woodard till den vegetariska/feministiska utopin och träffade kommunledningen. Efter ett första besök och efter att ha mött en befolkning "i moraliskt och intellektuellt förfall" valde han att inte fullfölja relationen, men hade i samhället funnit ett studieobjekt för senare skrifter. Han är särskilt intresserad av de prototranshumanistiska idéerna hos den spekulativa planeraren Richard Wagner och Elisabeth Förster-Nietzsche, som tillsammans med sin make Bernhard Förster grundade och bodde i den så kallade kolonin mellan 1886 och 1889.
År 2004 komponerade Woodard körsången "Our Jungle Holy Land" som ett erkännande av de hållbara aspekterna av Nueva Germanias grundande ideal.
Mellan 2004 och 2006 ledde Woodard flera expeditioner till Nueva Germania. År 2011 gav Woodard den schweiziske författaren Christian Kracht tillstånd att publicera en del av deras privata korrespondens i boken Five Years (Fem år), utgiven av University of Hanovers bokförlag Wehrhahn Verlag, texterna handlar till stor del om Nueva Germania. Om korrespondensen berättar den tyska tidningen FAZ: "[Författarna] utplånar gränsen mellan liv och konst". Der Spiegel hävdar att Five Years  utgör "det andliga förarbetet" till Krachts efterföljande roman Imperium.
Enligt Andrew McCann gjorde Woodard "en resa till det som finns kvar av platsen, där ättlingar till de ursprungliga bosättarna lever under drastiskt reducerade förhållanden" och han fick en känsla av att "främja samhällets kulturella profil och bygga en Bayreuth-opera i miniatyr på platsen för Elisabeth Förster-Nietzsches familjebostad".

## Dreamachine
Mellan 1989 och 2007 byggde Woodard kopior av Dreamachine (drömmaskin), en stroboskopisk apparat ursprungligen skapad av Brion Gysin och Ian Sommerville, som består av en slitsad cylinder av koppar eller papper som omsluter en elektrisk lampa på en motordriven bas av cocobolo eller furu. Woodard hävdade att maskinen, när den observerades med slutna ögon, kunde utlösa mentala tillstånd som kan jämföras med rusmedel eller drömmar.
Då han bidrog med en drömmaskin till William S. Burroughs visuella retrospektiv Ports of Entry på Los Angeles konstmuseum, LACMA, 1996 blev Woodard också vän med den äldre författaren och gav honom en drömmaskin av papper och furu kallad "Bohemian model" i samband med Burroughs 83:e och sista födelsedag. Sotheby's auktionerade den förstnämnda maskinen 2002, och den sistnämnda maskinen är fortfarande utlånad från Burroughs dödsbo till Spencer Museum of Art i Lawrence, Kansas. I en kritisk studie från 2019 omvärderar Beatforskaren Raj Chandarlapaty Woodards "banbrytande" strategi för den nästan bortglömda Dreamachine.